# Giovanni Vailati

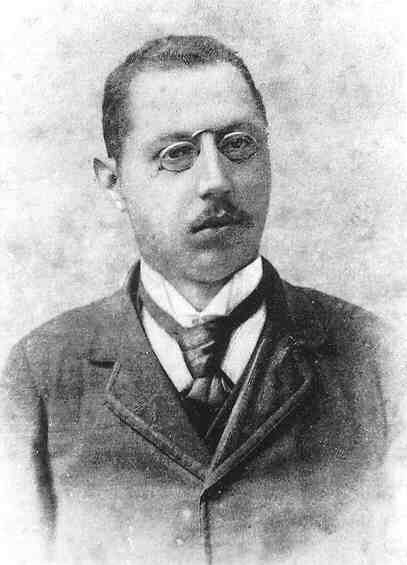
Giovanni Vailati

Giovanni Vailati (* 24. April 1863 in Crema; † 14. Mai 1909 in Rom) war ein italienischer Mathematiker und Philosoph.

## Leben
Vailati ging in Monza und Lodi (Lombardei) zur Schule und studierte ab 1880 an der Universität Turin um Ingenieur zu werden, wandte sich dort aber auch der Mathematik zu und wurde Assistent von Enrico D’Ovidio. In Turin war er auch stark von Giuseppe Peano beeinflusst. 1884 machte er seinen Abschluss als Ingenieur und 1888 seinen Abschluss als Mathematiker. Danach ging er wieder nach Lodi, hielt aber Kontakt zu den Turiner Mathematikern und wurde 1892 dort Assistent von Peano, was er bis 1895 blieb. Anschließend war er Assistent am Lehrstuhl für Projektive Geometrie und danach Assistent von Vito Volterra, wobei er 1896 bis 1898 eine Vorlesung über Geschichte der Mechanik hielt. 1899 wurde er Lehrer in Syrakus, ab 1900 in Bari, ab 1901 in Como und ab 1904 in Florenz.
Anfangs befasste er sich mit mathematischer Logik unter dem Einfluss von Peano, dann mit Wissenschaftsgeschichte und Philosophie, wobei er dem Pragmatismus von Charles S. Peirce und William James nahestand und vom Positivismus von Ernst Mach beeinflusst war. Als Wissenschaftshistoriker befasste er sich mit den Vorläufern von Galileo Galilei in der Mechanik, Mechanik in der griechischen Antike in der Nachfolge von Aristoteles, der Rolle von mathematischen Definitionen bei Platon und Euklid und der nichteuklidischen Geometrie von Giovanni Girolamo Saccheri, der Rolle der Logik in der Philosophie.
Er war an der Organisation des Internationalen Philosophen-Kongresses in Paris 1900 beteiligt und anschließend im Organisationskomitee der weiteren Kongresse (1903 in Rom, 1908 in Heidelberg).
Er heiratete nie. Ursprünglich aus einer katholischen Familie, wandte er sich schon als Student von seiner Religion ab.

## Schriften
- C. Arrighi, P. Cantù, M. De Zan, Patrick Suppes (Hrsg.): Logic and Pragmatism. Selected Essays by Giovanni Vailati, CSLI, Stanford, California, 2010.
- Giovanni Vailati Scritti filosofici, 1972 (PDF; 1,2 MB)
- Mario Calderoni, Umberto Ricci, Giovanni Vacca (Hrsg.): Scritti di G. Vailati (1863–1909), Leipzig, Barth; Florenz, Seeber, 1911 (972 pp.); Digitalisat im Internet Archive